# حادثة خروج قطار هزارة السريع عن المسار 2023
خرجت عشر عربات من قطار هزارة السريع المتوجه من كراتشي إلى روالبندي عن المسار بالقرب من نواب شاه، في إقليم السند بباكستان، في 6 أغسطس 2023، الساعة 13:18 بتوقيت المحيط الهادي (08:18 بالتوقيت العالمي)، وذلك على بُعد قرابة 275 كيلومتر (171 ميل) من كراتشي، مما أسفر عن مقتل ما لا يقل عن 30 شخصًا وإصابة أكثر من 100.

## خلفية
تُعد حوادث الانقلاب والخروج عن المسار أمرًا شائعًا في خطوط السكك الحديدية في باكستان بسبب الأنظمة القديمة التي لم يُحدَّث بعضها منذ الحقبة الاستعمارية وقد واجهت الحكومة انتقادات لإهمالها أنظمة الإشارات وتقادم المسارات. وقال بعض السكان إن المسارات لا تزال في حالة سيئة بعد فيضانات 2022. ففي اليوم السابق، خرج قطار العلامة إقبال السريع عن مساره بالقرب من بديدان دون وقوع إصابات. كما وقع حادث قطاري غوتكي في نفس المقاطعة عام 2021. ووفقًا لتقارير محلية عن الفترة من 2013 إلى 2019، فقد لقي 150 شخصًا مصرعهم في حوادث القطارات.

## الحادثة
ذُكر أنه في تمام الساعة 13:18 بتوقيت المحيط الهادي (08:18 بالتوقيت العالمي) خرجت عشر عربات من قطار هزارة السريع عن مسارها بالقرب من محطة سكة حديد سارهاري، بين شهدادبور ونواب شاه، وكانت في طريقها من كراتشي إلى سرغودها. وكان القطار يحمل حوالي 1000 راكب. وتوجه المصابون إلى مستشفى كلية الطب الشعبي القريب في نواب شاه وتوقفت العمليات في السكة الحديدية الرئيسية مع وصول أطقم الإصلاح. وبدأ المحققون البحث عن السبب.

## ما بعد الكارثة
شاركت وكالة الإنقاذ 1122، والسكك الحديدية الباكستانية، والجيش الباكستاني، والبرلمان الباكستاني (Pakistan Rangers رينجرز) والشرطة في عمليات الإغاثة والإنقاذ في موقع الحادث. وقال نائب المفتش العام للشرطة إنه جرى إخلاء القتلى والجرحى من العربات المحطمة.

## التحقيق
قال وزير السكة الحديد خواجة سعد رفيق إنه لم يجري الإبلاغ عن أعطال على امتداد الخط الذي وقع فيه الحادث، وأمر بفتح تحقيق بهذا الصدد. وذكر تقرير أولي قدمه فريق مكون من ستة أعضاء في 8 أغسطس 2023 أن عارضة الوصل المعدنية التي تربط المسار في موقع الحادث مفقودة وأنه جرى استبدال جزء من المسار بالخشب. وأشار التقرير أيضًا إلى تضرر عجلات القاطرة وأنه لا يمكن استبعاد التخريب. وقد جرى في وقتٍ لاحقٍ إيقاف ستة موظفين، من بينهم ثلاثة مسؤولين.

## ردود الفعل
غرَّد رئيس الوزراء شهباز شريف قائلا: «لقد طلبت تقريرا عن الحادث من سلطات السكك الحديدية». وكتبت وزيرة الداخلية رنا صنع الله في تغريدة على تويتر: «تعازيّ القلبية لأسر الركاب المتوفين. يجب تزويد الجرحى بأفضل مرافق الرعاية الصحية في المستشفيات».